# La tumba de las luciérnagas (película de 2005)
La tumba de las luciérnagas (火垂るの墓 Hotaru no haka) es una película japonesa dramática y antibelicista en imagen real, estrenada el 1 de noviembre de 2005, producida Nippon Television y dirigida por Tôya Satô. Junto a sus versiones de 1988 y de 2008, es la segunda película basada en la novela corta semiautobiográfica del mismo nombre, escrita por Akiyuki Nosaka. Es protagonizada por Hōshi Ishida, Mao Sasaki, Nanako Matsushima, Mao Inoue y Tsuyoshi Ihara. Fue hecha en conmemoración del sexagésimo aniversario del fin de la Segunda Guerra Mundial. Desarrollada en las ciudades de Kōbe y Nishinomiya, Japón, narra la dura historia de dos hermanos, Seita y la pequeña Setsuko, y su lucha desesperada y fallida por sobrevivir durante los meses posteriores al bombardeo de Kōbe del 5 de junio de 1945. El filme funciona a modo de epílogo y su historia es presentada desde el punto de vista de Natsu —prima segunda de los protagonistas— y muestra cómo el ambiente de guerra puede afectar a la gente, y especialmente, cambiar el carácter de una mujer muy amable a uno muy duro.

El drama es liberal al desviarse del trabajo original. Estaría agradecido si mi novela, siendo adaptada hoy, sesenta años después de la guerra, pudiera transmitir la brutalidad de las guerras, aunque sea un poquito, a la gente que vive hoy día.
Akiyuki Nosaka

## Personajes y reparto
| Actor             | Personajes             | Información                  |
| Protagonistas     | Protagonistas          | Protagonistas                |
| ----------------- | ---------------------- | ---------------------------- |
|                   | Seita Yokokawa         | Hijos de Kyoko y Kiyoshi     |
|                   | Setsuko Yokokawa       | Hijos de Kyoko y Kiyoshi     |
| Nanako Matsushima | Hisako Sawano          | Prima de Kyoko               |
| Mao Inoue         | Natsu Sawano (joven)   | Hija mayor de Hisako y Genzō |
| Mao Inoue         | Keiko Mitsumura        | Nieta de Natsu               |
| Keiko Kishi       | Natsu Sawano (anciana) | Hija mayor de Hisako y Genzō |
| Secundarios       |                        |                              |
| Yui Natsukawa     | Kyoko Yokokawa         | Esposa de Kiyoshi            |
| Ikki Sawamura     | Kiyoshi Yokokawa       | Esposo de Kyoko              |
| Tsuyoshi Ihara    | Genzō Sawano           | Esposo de Hisako             |
| Jun Kaname        | Yoshie Sawano          | Hermano de Genzō             |
| Mayuko Fukuda     | Hana Sawano            | Hijos de Hisako y Genzō      |
| Narumi Iihara     | Yuki Sawano            | Hijos de Hisako y Genzō      |
| Shōta Horie       | Teizō Sawano           | Hijos de Hisako y Genzō      |
| Terciarios        |                        |                              |
| Yasunori Danta    | Eisaku Matsui          |                              |
| Rei Okamoto       | Motoko Matsui          |                              |
| Katsuhisa Namase  | Toshiyuki Yoshioka     |                              |
| Mansaku Fuwa      | Campesino              |                              |
| Junkichi Orimoto  | Presidente             |                              |
| Hideo Takamatsu   | Vendedor de arroz      |                              |
| Yukari Nishio     |                        |                              |

## Argumento

### Introducción
En un crematorio de Kōbe se lleva a cabo el funeral de Hisako Sawano, muerta a los noventa y cinco años. Luego Natsu y Keiko revisan las cosas de la difunta. Keiko encuentra una lata de Sakuma Drops, cosa que causa impresión en su abuela. Keiko le pregunta por qué es importante y esta le responde contándole la historia a continuación, y le expresa las heridas que eso dejó en su familia.
Es septiembre de 1945, dos días después del decreto de la Ley de Protección de los Niños Víctima de la Guerra. Hisako y Natsu van en busca de Seita tras ser informadas que lo hallaron con vida en la estación de tren Kōbe-Sannomiya, solo para enterarse de que ya había muerto para cuando llegaron. En el lugar, Hisako encuentra una lata de Sakuma Drops que le pertenecía a Setsuko, y al vaciarla caen dos huesos suyos. Ella queda en silencio mientras su hija, entendiendo que le pasó a sus dos primos, le culpa y rompe en llanto. Hisako nota dos luciérnagas alzando el vuelo desde donde estaba la lata, a lo cual, entendiendo que ha sido perdonada por sus espíritus, murmura «gracias» junto a un pequeño llanto.
Es el verano de 1943. Kiyoshi es enviado a la guerra y deja a su hijo a la cabeza de su familia. Genzō también es enviado a la guerra. Ambos parten el mismo día en el cual sus esposas se reencontraron repentinamente, reconectándose después de mucho tiempo y conociendo a sus familias. Hisako se encanta con la personalidad de su sobrina Setsuko y le regala la lata de Sakuma Drops. Más tarde, mientras los niños están en un puente rojo sobre un río observando luciérnagas, ambas madres se prometen ayudarse mutuamente durante la ausencia de sus maridos.

### Nudo

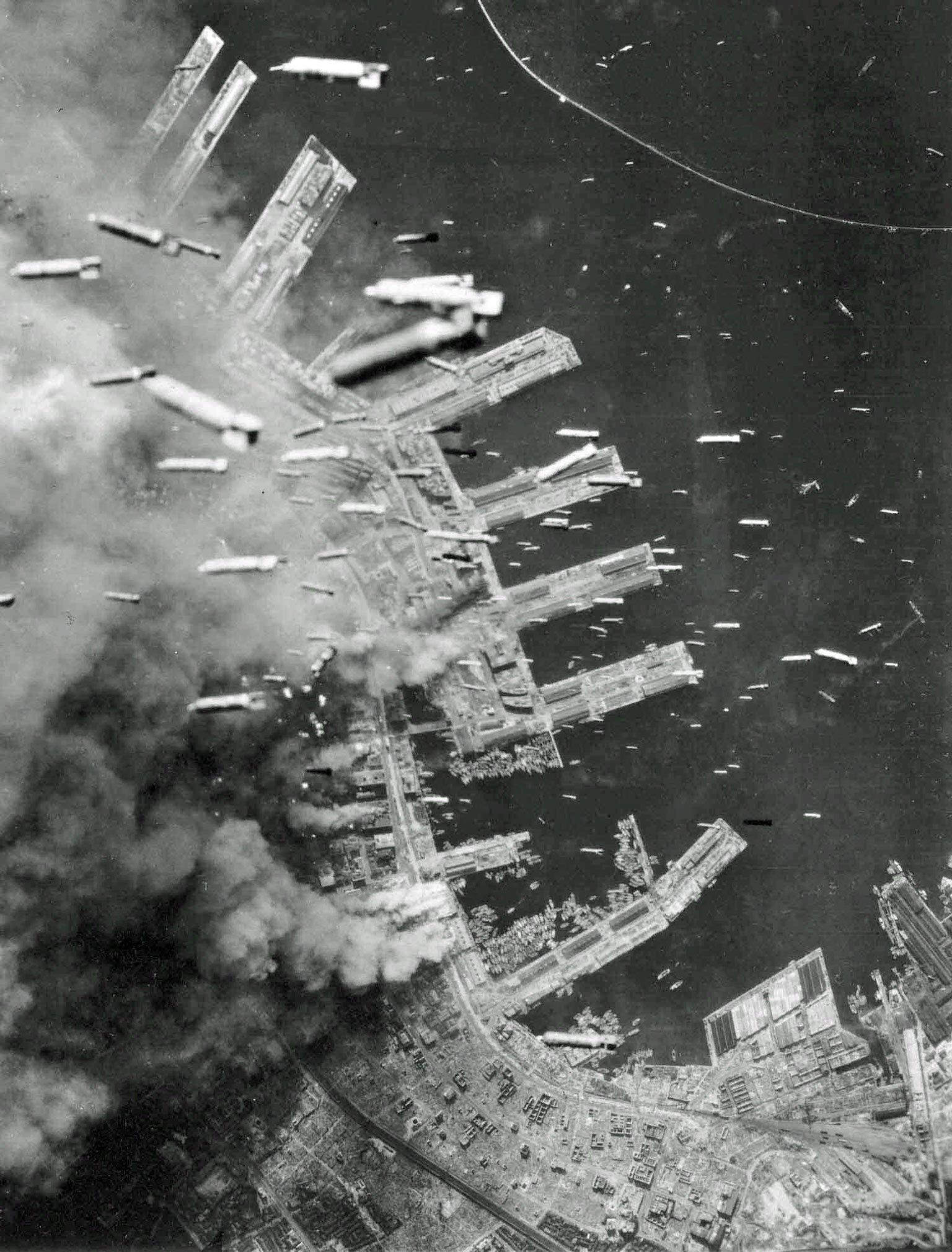
Bombas incendiarias siendo arrojadas sobre Kōbe el 5 de junio de 1945.

El bombardeo del 5 de junio no hiere a Seita ni a su hermana, pero deja en ruinas a su casa y causa en su madre graves quemaduras y su posterior muerte, la cual Setsuko ignora.
Ambos hermanos se van a vivir a la casa de su tía hasta que su padre les responda una carta en la que Seita le pide ayuda. Hisako, a quien ya de por sí le escaseaba la comida, se ve en peor situación al tener que mantener a dos personas más. La situación empeora aun más al recibir la noticia de que su marido había muerto en medio de una carga banzai. El impacto de esto último, junto a un choque con la personalidad militar y, según ella, holgazana y egoísta de su sobrino, causa un cambio radical en la personalidad de Hisako: pasa de ser muy amable a muy cruel con sus sobrinos, en orden de dar total atención a sus hijos.
Hisako convence a Seita de vender el valioso anillo de su madre, obsequiado a Setsuko, a cambio de arroz, como aporte para la casa que hospeda. Pronto, por resolución de Hisako y de su sobrino, se da paso a la segregación: ambos hermanos empiezan a sobrevivir dentro de la casa por medio de sus propios recursos.
Esta segregación duró un solo día. En la noche, mientras ambos hermanos estaban lavando sus cubiertos en una laguna, observaron un espectáculo de luciérnagas. El lugar donde estaban, con un refugio de tierra a la orilla, fue automáticamente idealizado por ambos como lo opuesto a la casa de su tía, y por eso decidieron inmediatamente mudarse allí.

### Desenlace
En la laguna, Setsuko hace una tumba para las luciérnagas muertas e, intuyendo lo que le pasó a su madre, le dice a su hermano que hace falta una para esta, a lo cual ambos proceden a orar. Mientras tanto, Hisako echa de su casa a su cuñado Yoshie, de la misma forma que hizo que se fueran sus sobrinos. Esto último, más la ida de sus primos, causa en Natsu un inmenso reproche a su madre y una gran tristeza.
Seita, desesperado en vista de que su dinero se agota, se ve obligado al robo de comida para subsistir. Rápidamente las condiciones de vida de ambos hermanos se tornan miserables: Setsuko sufre una desnutrición que se torna crónica y, tras ser atrapado, Seita no puede recurrir más al robo.
El día de la rendición de Japón (15 de agosto) es cuando Seita se entera de que la Flota Combinada —tripulada por su padre— había naufragado. Ese mismo día Setsuko muere de inanición. Antes de abandonar el refugio de tierra, Seita crema a su hermana en medio de un espectáculo de luciérnagas, y coloca dos huesos de ella dentro de la lata de Sakuma Drops.
Recuperada su cordura tras la paz, Hisako empieza a buscar a sus sobrinos junto a Natsu.
Es el día en que Natsu y su madre se enteraron de la muerte de Seita y Setsuko. Sobre el puente rojo, Natsu, llorando, le dice a su madre que la familia es la responsable de estas muertes; esta le responde cacheteándola y diciéndole que «la guerra apenas ha empezado» y que «quien muere pierde». Finalmente la familia Sawano se devuelve a su ciudad de origen, Tokio. A partir de entonces Natsu y su madre no vuelven a hablar sobre la guerra.
De vuelta al presente, Natsu le muestra a su nieta la zona de Manchidani, Nishinomiya, incluyendo la casa donde vivía antes y el puente que antes era rojo. Su nieta le pregunta hacia dónde fluye el río que pasa por debajo del puente, y Natsu le responde lanzando los restos óseos de Setsuko allí. Se muestra a estos restos convirtiéndose en dos luciérnagas —las cuales son los espíritus de Seita y Setsuko— y sobrevolando la ciudad.
Durante los créditos se muestran, intercaladas con las de Seita y Setsuko, imágenes de niños afectados por la guerra, además de un mensaje final:

Este drama es ficticio. No obstante, hay muchos niños alrededor del mundo que, como Seita y Setsuko, están viviendo el fuego de la guerra.